# Fort pancerny główny 47a „Węgrzce”
Fort 47a Węgrzce (do 1885 r. nosił nr 46) – jeden z fortów Twierdzy Kraków. Powstał w latach 1892–1896 na miejscu Fortu półstałego drewniano-ziemnego z 1887 roku. Jest to fort pancerny obrony bliskiej i dalekiej. Leży w V sektorze obronnym, zabezpieczającym północną stronę Twierdzy Kraków.
Uzbrojenie i większość wyposażenia technicznego oraz sprzętu bojowego zdemontowano w 1920 roku. Fort 47a Węgrzce, jako jedyny z dużych fortów pancernych, zachował komplet pancernych elementów, zarówno bojowych, jak i ochronnych. Obiekt znajduje się w dobrym stanie, jest wyremontowany. Fort znajduje się we wsi Węgrzce pod Krakowem, ok. 100 metrów od głównej drogi Kraków – Warszawa.